# مورچه‌گیری

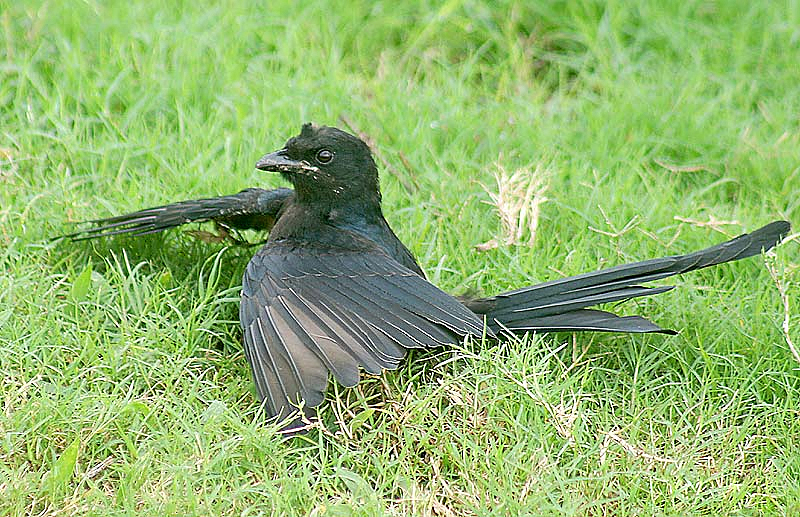
یک بوچانگای سیاه در حالت مورچه‌گیری نمادین

مورچه‌گیری (به انگلیسی: Anting) یک رفتار نگهداری است که طی آن پرندگان حشرات، معمولاً مورچه‌ها را بر روی پر و پوست خود می‌مالند. پرنده ممکن است حشرات موجود در منقار خود را بگیرد و روی بدن بمالد (مورچه‌گیری فعال)، یا ممکن است پرنده در ناحیه‌ای با انبوه زیاد حشرات دراز بکشد و حرکاتی شبیه خاک‌بازی انجام دهد (مورچه‌گیری غیرفعال). حشرات مایعات دارای مواد شیمیایی مانند اسید فرمیک ترشح می‌کنند که می‌تواند به عنوان حشره‌کش، میکروب‌کش، قارچ‌کش یا باکتری‌کش عمل کند. روش دیگر، مورچه زدن می‌تواند با حذف اسید ناخوشایند حشرات را خوراکی کند یا احتمالاً مکمل روغن پرین خود پرنده باشد. به جای مورچه‌ها، پرندگان می‌توانند از هزارپا نیز استفاده کنند. بیش از ۲۰۰ گونه پرنده برای مورچه‌ها شناخته شده است. یک رفتار احتمالاً مرتبط، یعنی مسح کردن خود، در بسیاری از پستانداران دیده می‌شود.

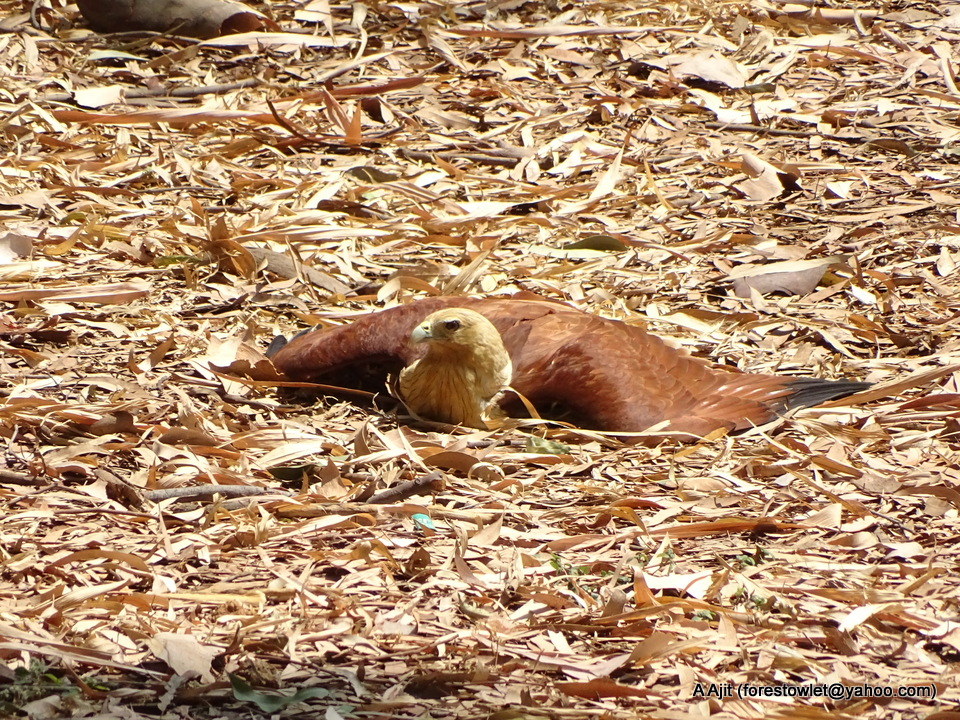
کورکور سرسفید در باغ گیاه‌شناسی لالباغ در بنگلور هند